# Mama
„Mama“ е четвъртият сингъл на английската поп група Spice Girls, издаден на 3 март 1997.
Песента се задържа на първо място в класацията за сингли на Великобритания UK Singles Chart.

## Списък

### Британско, Австралийско, Европейско (част 1) и Японско CD
1. „Mama“ (радио версия) – 3:40
2. „Who Do You Think You Are“ (радио версия) – 3:44
3. „Baby Come Round“ – 3:22
4. „Mama“ (Biffco mix) – 5:49

### Немско CD
1. „Mama“ (радио версия) – 3:40
2. „Mama“ (албумна версия) – 5:03
3. „Who Do You Think You Are“ (радио версия) – 3:44

### Дигитално EP
1. „Mama“ (Biffco mix) – 5:49
2. „Who Do You Think You Are“ (радио версия) – 3:44
3. „Baby Come Round“ – 3:22